# Руппинер-Ланд

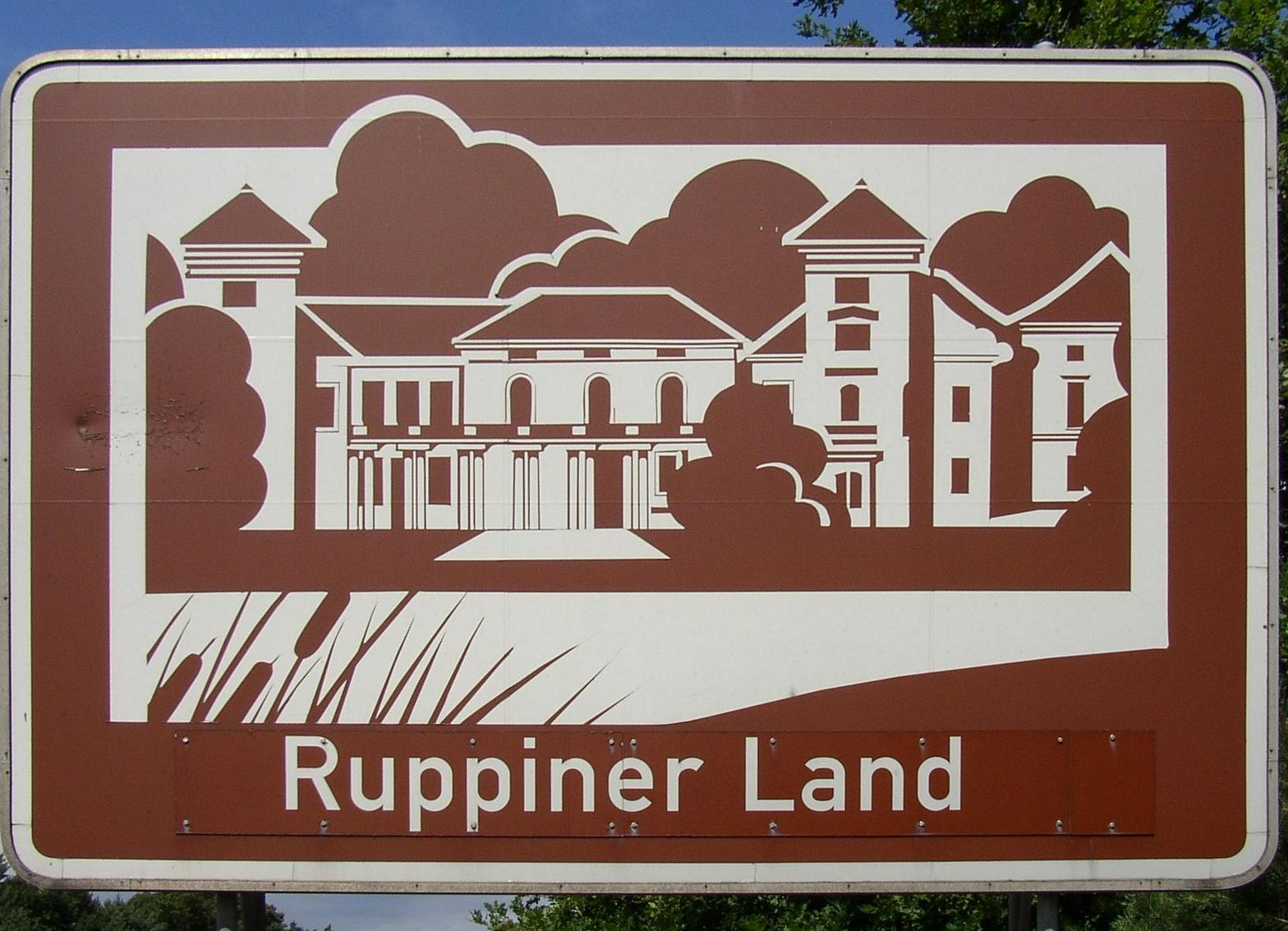

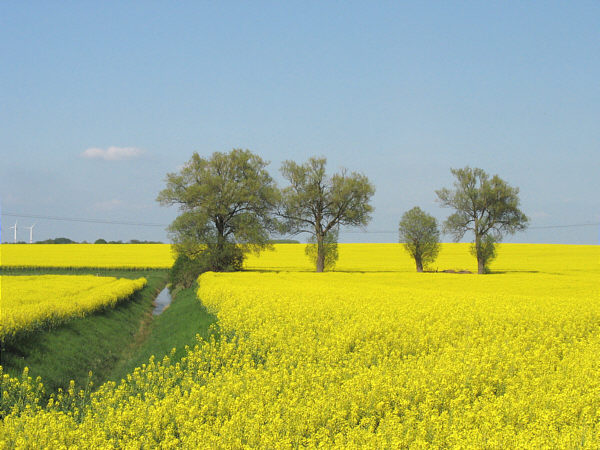
Рапсовые поля у озера Гранзе

Руппинер-Ланд (нем. Ruppiner Land — «Руппинская земля») — географический ландшафт в восточной части Германии.
Руппинские земли лежат на севере Бранденбурга, в треугольнике между городами Фюрстенберг, Нёйштадт и Ораниенбург. На севере от неё находится Мекленбургское поозёрье и Кириц-Руппинская пустошь, на юге — Хафельланд, на западе — Доссе, на востоке — Барним. Центральную часть Руппинерланда занимает Руппинское плато, значительная часть его также покрыта лесами Бетцерской пустоши. В районе Руппинерланда находится наибольшее количество озёр в Бранденбурге, самые крупные из них — находящееся в его центре Руппинер-Зе, а также Рейнсбергерзе и на востоке — Гуделакзе. Через весь Руппинский регион протекает, с севера на юг, река Рин. На юге она образует границу между Руппинской землёй и Хафельландом. На северо-востоке Руппинерланда лежит регион Руппинская Швейцария.
Территория Руппинской земли слабо заселена. Основное занятие местных жителей, частично ещё говорящих на восточно-нижненемецком диалекте — сельское хозяйство. Главный город региона — Нойруппин. Другие, небольшие города Руппинской земли — Фюрстенберг, Линдов, Райнсберг, Гранзе. В Фербеллине находится аэропорт Flugplatz Ruppiner Land.